# Гусейнов, Рагим Аллахверди оглы
Рагим Аллахверди оглы Гусейнов — советский учёный-селекционер, член-корреспондент АН Азербайджанской ССР.

## Биография
Родился в 1914 году в Елизаветполе. Член КПСС.
Окончил Азербайджанский сельскохозяйственный институт, аспирантуру Закавказского института шелководства в Тбилиси.
Участник Великой Отечественной войны: контрразведчик, оперуполномоченный СМЕРШ 7-й гвардейской армии.
В 1947—1951 гг. — директор Азербайджанской научно-исследовательской станции шелководства.
В 1951—1970 гг. — заведующий отделом шелководства Института сельского хозяйства АН Азербайджанской ССР.
В 1970—1971 гг. — директор Азербайджанского научно-исследовательского института шелководства.
За выведение новой высокошелконосной породы тутового шелкопряда «Азербайджан» был удостоен личной Сталинской премии за выдающиеся изобретения и коренные усовершенствования методов производственной работы 1950 года.
Избирался депутатом Верховного Совета Азербайджанской ССР 2-3-го созывов.
Умер в 1971 году в Баку.

## Награды
- Орден Ленина
- Орден Красной Звезды
- Орден Знак Почёта